# 神守町 (津島市)
神守町（かもりちょう）は、愛知県津島市の地名。

## 地理
津島市東部に位置する。東はあま市、西は椿市町・越津町、南は莪原町、北は蛭間町・大木町・光正寺町に接する。

## 歴史

### 人口の変遷
国勢調査による人口および世帯数の推移。
| 1995年（平成7年）  | 852世帯 2807人  |  |
| 2000年（平成12年） | 1045世帯 3220人 |  |
| 2005年（平成17年） | 1123世帯 3359人 |  |
| 2010年（平成22年） | 1174世帯 3313人 |  |
| 2015年（平成27年） | 1269世帯 3478人 |  |

### 沿革
- 1878年（明治11年） - 海東郡北神守村・南神守村の合併により、同郡神守村が成立[1]。
- 1889年（明治22年） - 市制町村制の神守村となる[1]。
- 1906年（明治39年） - 百高村・益和村・越治村・野間村を吸収し、従来大字を編成していなかった旧神守村の領域を新たに大字神守とする[1]。
- 1913年（大正2年） - 海部郡神守村となる[1]。
- 1955年（昭和30年）1月1日 - 合併により、神守村大字神守は津島市神守町となる[1]。

## 交通
- 愛知県道65号一宮蟹江線（西尾張中央道）[2]
- 愛知県道68号名古屋津島線[2]

## 施設
- 津島市立神守小学校[2]
- 津島市役所神守支所[2]
- 神守公民館[2]
- JA海部東神守支店[2]
- ノリタケカンパニーリミテド[2]神守工場
- 神守郵便局
- 名古屋銀行神守支店
- 憶感神社[2]
- 穂歳神社[2]
- 真宗大谷派養源寺[2]
- 浄土宗阿弥陀寺[2]
- 法界寺[2]
- 蓮乗院[2]
- 薬師寺[2]
- 神守一里塚[2]
- 石原正明の墓[2]

### WEB
1. ↑  “愛知県津島市の町丁・字一覧”.   人口統計ラボ. 2023年3月12日閲覧。
2. ↑  総務省統計局 (2017年1月27日). “平成27年国勢調査の調査結果(e-Stat) - 男女別人口及び世帯数 －町丁・字等” (CSV). 2021年7月21日閲覧。
3. ↑  “愛知県津島市の郵便番号一覧”.   日本郵便. 2023年3月11日閲覧。
4. ↑  “市外局番の一覧” (PDF).   総務省 (2022年3月1日). 2022年3月22日閲覧。
5. ↑  総務省統計局 (2014年3月28日). “平成7年国勢調査の調査結果(e-Stat) - 男女別人口及び世帯数 －町丁・字等” (CSV). 2021年7月20日閲覧。
6. ↑  総務省統計局 (2014年5月30日). “平成12年国勢調査の調査結果(e-Stat) - 男女別人口及び世帯数 －町丁・字等” (CSV). 2021年7月20日閲覧。
7. ↑  総務省統計局 (2014年6月27日). “平成17年国勢調査の調査結果(e-Stat) - 男女別人口及び世帯数 －町丁・字等” (CSV). 2021年7月21日閲覧。
8. ↑  総務省統計局 (2012年1月20日). “平成22年国勢調査の調査結果(e-Stat) - 男女別人口及び世帯数 －町丁・字等” (CSV). 2021年7月21日閲覧。
9. ↑  総務省統計局 (2017年1月27日). “平成27年国勢調査の調査結果(e-Stat) - 男女別人口及び世帯数 －町丁・字等” (CSV). 2021年7月21日閲覧。

### 書籍
1. 1 2 3 4 5 6  「角川日本地名大辞典」編纂委員会 1989, p. 438.
2. 1 2 3 4 5 6 7 8 9 10 11 12 13 14 15 16 17 18  「角川日本地名大辞典」編纂委員会 1989, p. 1725.